# Castell de Peralada
El castell de Peralada és un edifici de Peralada (Alt Empordà) declarat bé cultural d'interès nacional.

## Història
Al segle ix era esmentat com a castell Toló i fou el centre del comtat de Peralada. L'edifici actual es bastí després de l'incendi que l'afectà el 1285 durant la invasió francesa de l'Empordà, a la croada contra la Corona d'Aragó empresa per Felip l'Ardit. Els vescomtes de Rocabertí decidiren traslladar-lo fora muralles i vers el segle xiv es començà el bastiment de l'edifici gòtic, del que es conserven pocs vestigis, ja que doncs els darrers segles ha estat restaurat en diverses ocasions. Bona part d'aquestes es realitzaren als segles xvi-xvii. Al segle xviii, es refeu l'interior i, a partir de 1875, els darrers vescomtes de Peralada encarregaren un projecte de remodelació a l'arquitecte francès Grant. La dinastia dels vescomtes de Peralada es va iniciar amb Berenguer, fill del comte Ponç I d'Empúries, que en morir el seu pare va esdevenir senyor de Peralada. Més tard, els vescomtes dugueren els cognoms de Quermançó i Rocabertí. A aquest període corresponen les intervencions neomedievals i el jardí, projectat el 1877 per François Duvilliers.
A mitjans del segle xiv fou bastit un segon i nou recinte de muralles, més ampli, i el nou palau dels Rocabertí s'aixecà extramurs. El 1472, durant la guerra dels Remences, el rei Joan II va tornar a envair i ocupar el castell i anys després, el 1599, el vescomte Francesc Jofre de Rocabertí va ser investit comte de Peralada per Felip III de Castella.
El castell fou adquirit el 1923 per l'empresari Miquel Mateu i Pla, que hi aplegà una notable col·lecció d'art (vidres, ceràmica, pintura, llibres, manuscrits) i patrocinà l'edició de llibres erudits Biblioteca de Peralada. Actualment, la propietat segueix en mans de la família Mateu i no es pot visitar tota; no obstant això, en una part del castell s'hi troba el casino, i els jardins romanen oberts al juliol i agost amb motiu del Festival Internacional de Música de Peralada. També hi ha el Museu del Castell de Peralada que ocupa el veí convent del Carme, que pertany actualment als mateixos propietaris.

## Descripció
El castell està situat dins del nucli urbà actual de la població, però fora del recinte emmurallat de la vila medieval, a la banda de llevant.
Té planta rectangular, amb un pati quadrat central, i les diverses sales i habitacions ubicades al seu voltant. Aquestes es troben cobertes amb teulades a dos vessants, mentre que el pati és obert. Consta de planta baixa, pis i altell. A l'est es localitzen dues torres de planta circular, descentrades respecte als angles de l'edifici. Presenten la base atalussada i un coronament decorat amb corseres i merlets bastits amb maó i sostinguts per mènsules de pedra motllurades. Les obertures d'aquesta façana són d'arc rebaixat i rectangulars, amb emmarcaments de pedra i maó. Entre les dues torres destaca un frontó rectangular de maó, amb obertures a manera d'espitlleres, repetides també als merlets.
La façana principal, d'estil renaixentista, està orientada a ponent. Presenta un parament de grans carreus desbastats, dividit per dues motllures horitzontals que marquen la distribució interior dels pisos. Al centre hi ha la porta d'accés, d'arc de mig punt, amb dues columnes a banda i banda amb capitells corintis. Al damunt, l'entaulament presenta un escut central d'alabastre dels Rocabertí, molt malmès, emmarcat per volutes. Les obertures de la façana són rectangulars, amb guardapols decorat amb volutes al pis i galeria d'arquets de mig punt a l'altell.
La façana sud és força diferent i presenta totes les obertures rectangulars i emmarcades amb carreus de pedra, excepte la porta d'accés a l'interior que és d'arc rebaixat. A la planta baixa hi ha quatre grans finestrals amb sortida a l'exterior i al pis, cinc balcons amb guardapols motllurat i llosana sostinguda per mènsules. La façana està coronada per un capcer emmerletat decorat, sostingut per una filada d'arcs de mig punt disposats a manera de mènsules. El parament és de còdols de pedra de diverses mides, lligats amb morter, amb les cantonades bastides amb carreus desbastats.
Al sector nord de l'edifici hi ha tres grans cossos de planta rectangular, destinats a diverses dependències actuals del castell. Destaca la façana nord d'aquest conjunt, amb dues grans finestres coronelles gòtiques i una porta monumental d'accés al jardí del castell. Tot el conjunt es troba envoltat per un gran jardí i, a través d'un pont bastit al segle xix, es comunica amb els terrenys del convent del Carme.